# Mexikos Grand Prix 1987
Mexikos Grand Prix 1987 var det fjortonde av 16 lopp ingående i formel 1-VM 1987.

## Resultat
1. Nigel Mansell, Williams-Honda, 9 poäng
2. Nelson Piquet, Williams-Honda, 6
3. Riccardo Patrese, Brabham-BMW, 4
4. Eddie Cheever, Arrows-Megatron, 3
5. Teo Fabi, Benetton-Ford, 2
6. Philippe Alliot, Larrousse (Lola-Ford), 1
7. Jonathan Palmer, Tyrrell-Ford
8. Philippe Streiff, Tyrrell-Ford
9. Yannick Dalmas, Larrousse (Lola-Ford)

### Förare som bröt loppet
- Ayrton Senna, Lotus-Honda (varv 54, snurrade av)
- Ivan Capelli, March-Ford (51, vattenläcka)
- Alex Caffi, Osella-Alfa Romeo (50, motor)
- Piercarlo Ghinzani, Ligier-Megatron (43, vattenläcka)
- Adrián Campos, Minardi-Motori Moderni (32, transmission)
- René Arnoux, Ligier-Megatron (29, överhettning)
- Derek Warwick, Arrows-Megatron (26, olycka)
- Andrea de Cesaris, Brabham-BMW (22, olycka)
- Gerhard Berger, Ferrari (20, turbo)
- Thierry Boutsen, Benetton-Ford (15, elsystem)
- Alessandro Nannini, Minardi-Motori Moderni (13, turbo)
- Michele Alboreto, Ferrari (12, motor)
- Martin Brundle, Zakspeed (3, turbo)
- Stefan "Lill-Lövis" Johansson, McLaren-TAG (1, olycka)
- Satoru Nakajima, Lotus-Honda (1, olycka)
- Christian Danner, Zakspeed (1, olycka)
- Alain Prost, McLaren-TAG (0, kollision)

### Förare som ej kvalificerade sig
- Pascal Fabre, AGS-Ford